# Eueides isabella

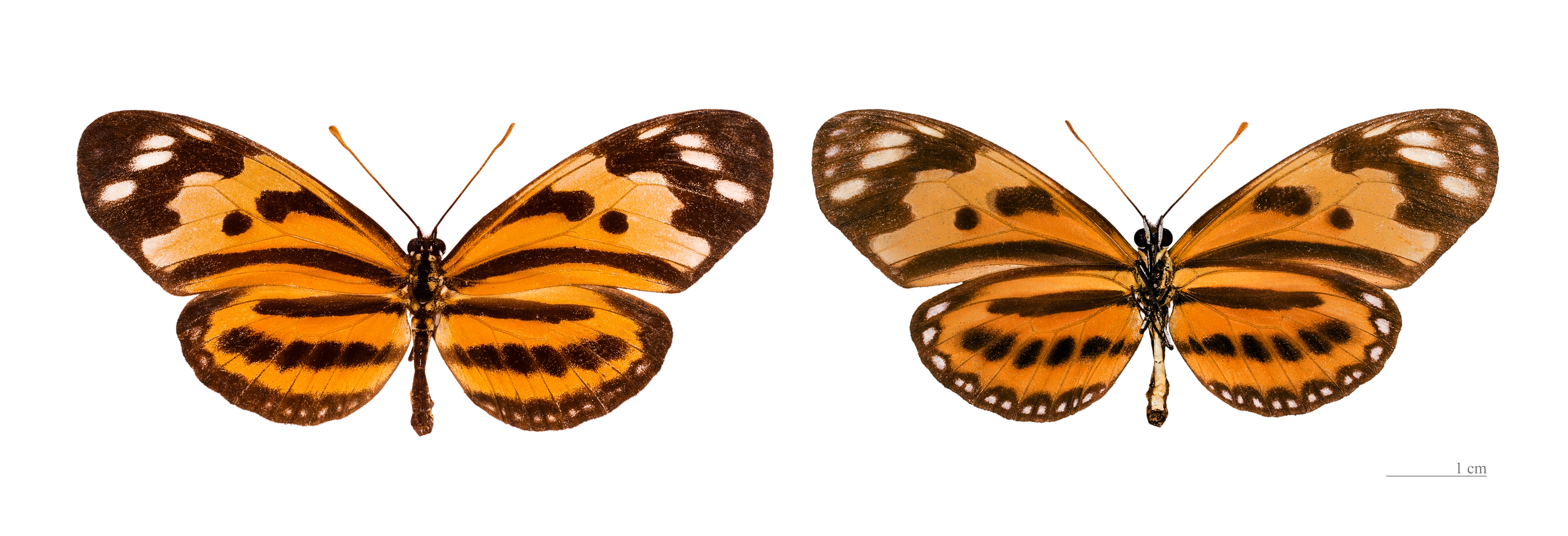
Grzbietowa i brzuszna strona samca Eueides isabella isabella

Eueides isabella − gatunek motyla z rodziny rusałkowatych i podrodziny Heliconiinae.

## Taksonomia
Gatunek opisany został w 1781 roku przez Pietera Cramera, jako Papilio isabella.

## Opis
Osiąga od 5,7 do 7,5 cm rozpiętości skrzydeł, które ubarwione są pomarańczowo-żółto-czarno. Spodnia ich strona jest mniej jaskrawa, a pomarańcz pokryty jest na niej brązowym nalotem.
Gąsienica czarna z białymi plamami na grzbiecie.

## Biologia i ekologia
Zamieszkują lasy tropikalne. Gąsienice żerują na liściach męczennic (Passiflora) i podawane są z Passiflora platyloba i P. ambigua. Owady dorosłe są aktywne o świcie i o zmierzchu.

## Rozprzestrzenienie
Gatunek zasiedla Amerykę Środkową i Południową, od Meksyku i Kuby po Peru, Brazylię i Surinam.

## Systematyka
Opisano 13 podgatunków tego motyla:
- Eueides isabella isabella (Stoll, 1781)
- Eueides isabella arquata Stichel, 1903
- Eueides isabella cleobaea Geyer, 1832
- Eueides isabella dianasa (Hübner, 1806)
- Eueides isabella dissoluta Stichel, 1903
- Eueides isabella dynastes C. Felder et R. Felder, 1861
- Eueides isabella ecuadorensis Strand, 1912
- Eueides isabella eva (Fabricius, 1793)
- Eueides isabella hippolinus A. Butler, 1873
- Eueides isabella huebneri Ménétriés, 1857
- Eueides isabella melphis (Godart, 1819)
- Eueides isabella nigricornis R. G. Maza, 1982